# Gábor Bethlen

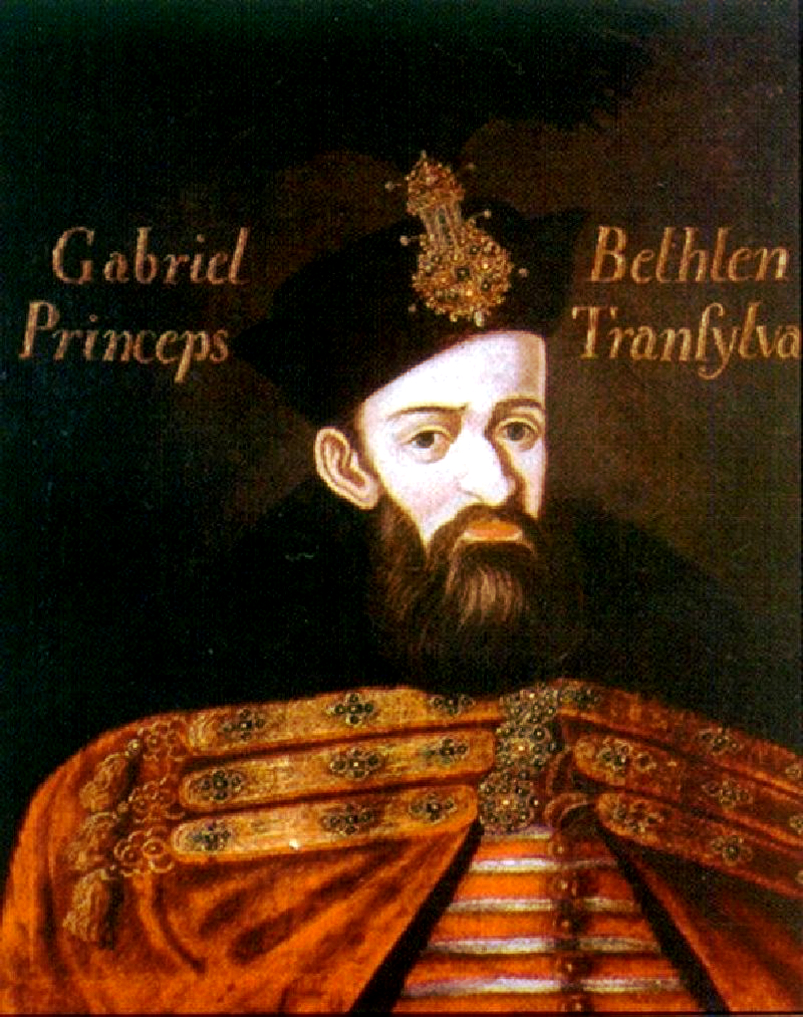
Gábor Bethlen

Gábor Bethlen, född 1580, död 15 november 1629, var från 1613 vald furste av Siebenbürgen och från 1620 vald, men aldrig krönt, kung av Ungern. 
Efter ätten Báthorys utslocknande på svärdssidan valdes Bethlen 1613 till furste av Siebenbürgen. Redan genom sin protestantiska religion stod Bethlen i motsättningar till kejsaren, och mot denne riktade sig därför främst Bethlens ärelystna planer, som gick ut på att återvinna de ungerska områden som Siebenbürgen tidigare hade innehaft. 
Strax efter trettioåriga krigets utbrott slöt Bethlen förbund med böhmarna mot Ferdinand II, och ryckte in i Ungern, där protestanterna med glädje anslöt sig till honom. Han valdes till ungersk kung och i förening med böhmarna hotade han nu Wien. Som han var försiktig och i första hand ville skapa sig ett mäktigt furstendöme ville han inte omöjliggöra en försoning med kejsaren, och nöjde sig därför med furstetiteln och avstod i freden i Nikolsburg 1621 efter böhmarnas nederlag även från denna, men erhöll i gengäld sju ungerska komitat och ett par områden i Schlesien. Vid första lämpliga tillfälle började Bethlen dock åter krig 1622, men måste 1624 sluta en ofördelaktig fred.
Efter att därefter ha ingått äktenskap med Katarina av Brandenburg, syster till Gustav II Adolfs hustru Maria Eleonora av Brandenburg, knöt Bethlen åter förbindelser med kejsarens motståndare och började ett nytt krig 1626. Tillys segrar över Kristian IV och Albrecht von Wallensteins över dennes i Schlesien infallna trupper, tvingade Bethlen till ännu en fred. Bethlen höll som bäst på att rusta för ett nytt krig, då han avled.